# پارینه‌سنگی
| تقسیم‌بندی سه‌گانه اعصار |                         |           |          |
| عصر تاریخی             |                         |           |          |
| دوره لا تن             | دوره لا تن              |           | نیاتاریخ |
| دوره هالشتات           |                         |           | نیاتاریخ |
| عصر آهن                |                         |           | نیاتاریخ |
| پسین                   |                         |           | نیاتاریخ |
| میانه                  |                         |           | نیاتاریخ |
| پیشین                  |                         |           | نیاتاریخ |
| عصر برنز               |                         |           | نیاتاریخ |
| دوران نوسنگی           | عصر مس                  |           | نیاتاریخ |
| دوران نوسنگی           | نوسنگی با سفال          | پیشاتاریخ |          |
| دوران نوسنگی           | نوسنگی پیش از سفال ب    | پیشاتاریخ |          |
| دوران نوسنگی           | نوسنگی پیش از سفال آ    | پیشاتاریخ |          |
| میان‌سنگی               | میان‌سنگی، فراپارینه‌سنگی | پیشاتاریخ |          |
| پارینه‌سنگی             | پسین                    | پیشاتاریخ |          |
| پارینه‌سنگی             | میانه                   | پیشاتاریخ |          |
| پارینه‌سنگی             | پیشین                   | پیشاتاریخ |          |
| عصر سنگ                |                         | پیشاتاریخ |          |

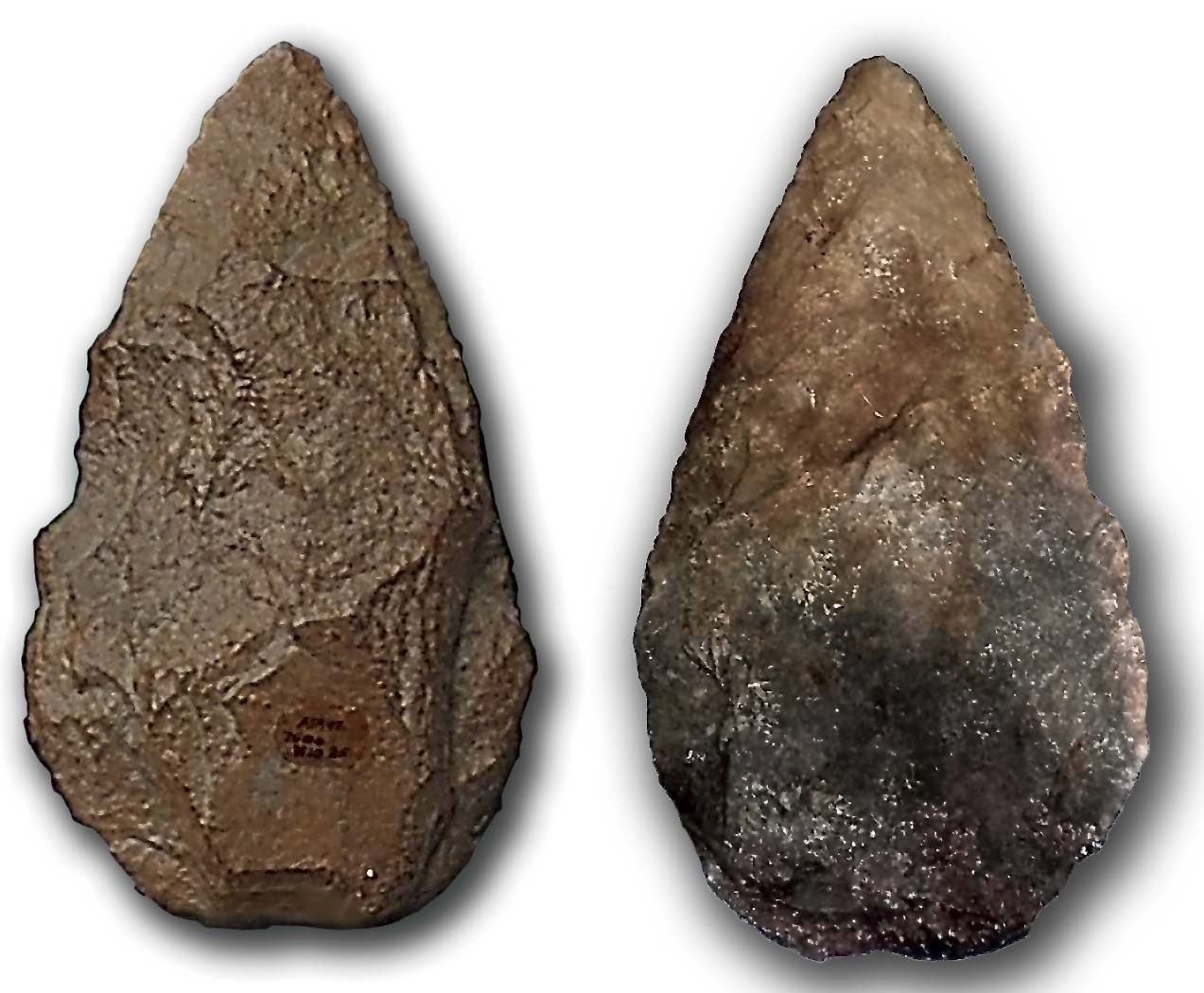
عکس از دو تیشه مشتی متعلق به عصر پارینه‌سنگی

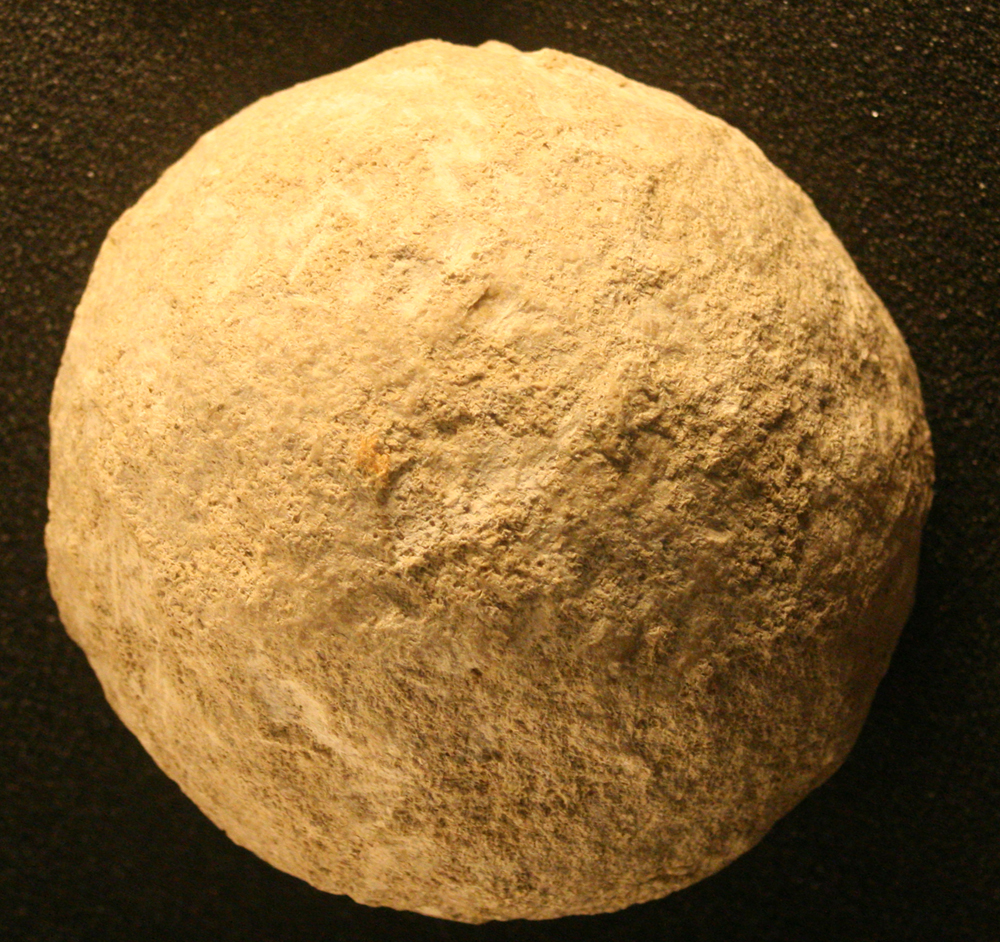
توپ پرتابی از دوره پارینه‌سنگی

دوران پارینه‌سنگی یا پالئولیتیک (Paleolithic) قدیمی‌ترین دوران ماقبل تاریخ انسان و فرهنگ مادی انسانی و دورانی است که در آن انسان برای نخستین بار از ابزار سنگی دست‌ساز استفاده کرد. پارینه‌سنگی از حدود ۳٫۳ میلیون سال پیش تا زمان عقب‌نشینی یخچال‌ها از نیمکرهٔ شمالی در فاصلهٔ سال‌های ۱۰ هزار تا۸۵۰۰ قبل میلاد ادامه داشته است. به پارینه‌سنگی، عصر سنگ کهن و دیرینه‌سنگی هم گفته شده است.
واژه پارینه‌سنگی در سده نوزدهم میلادی برای نامیدن عصر حجر مورد استفاده قرار گرفت. در این دوران ابزار سنگی به طریق ابتدایی و خشن و بدون صیقل ساخته می‌شد و مانند آنچه در ادوار بعدی یعنی در دوران نوسنگی تولید می‌شد، نیست. به‌زودی ضرورت تقسیمات بیشتری برای دوران پارینه‌سنگی در پژوهش‌های باستان‌شناسی محسوس گردید و در اروپا و آسیای غربی این دوران دیرپا را به سه دوره پارینه‌سنگی قدیم، میانه و جدید تقسیم کردند. هر یک از ادوار سه‌گانه فوق به سه دوره کوتاهتر زیرین و میانی و زبرین تقسیم می‌شوند.
دوران پارینه‌سنگی ابتدایی‌ترین و طولانی‌ترین مرحله زندگی انسان است (در واقع ۹۹٪ آن را پوشش می‌دهد). در این دوره روند فرگشت فکری، جسمی، فرهنگی و فناورانه انسان شکل می‌گیرد. اولین ابزارها به دست گونه‌های نخستین انسان به وسیله سنگ در این دوره ساخته می‌شود. مکان آن نیز شرق آفریقا در اتیوپی، کنیا، تانزانیا به ویژه ناحیه الدوایی و در آسیا و اندونزی است. در همین دوره بود که انسان از شکل شاخه‌های اولیه سرده انسانی نظیر انسان ماهر Homo habilis تحول یافته و به شکل انسان امروزی یعنی انسان خردمند Homo sapiens درآمد.
در دوران پارینه‌سنگی، انسان‌ها در گروه‌های نسبتاً کوچکی گرد هم آمده و به گردآوری گیاهان، ماهی‌گیری و شکار پرداخته‌اند. ساخت ابزار سنگی ویژگی اصلی این دوران است، اما انسان‌ها در سراسر پارینه‌سنگی از ابزارهای چوبی و استخوانی نیز بهره می‌گرفته‌اند. انسان‌ها در آن دوران از چرم و الیاف گیاهی نیز استفاده کرده‌اند. در اواخر دوران پارینه‌سنگی، انسان‌ها نخستین بار اقدام به آفرینش هنری کردند که شامل هنر صخره‌ای و ساخت اشیا و نقاشی درون غارها می‌شد. همچنین آغاز رفتار مربوط به باورهای دینی همچون برگزاری آیین‌ها و آیین خاکسپاری مربوط به اواخر پارینه‌سنگی است.
آب‌وهوای پارینه‌سنگی متشکل از دوره‌های یخبندان و بین یخبندان بود و به‌طور متناوب دماهای سرد و گرمی را تجربه می‌کرد.

## بخش‌بندی
انسان‌شناسان با پژوهش بر روی آثار باقی‌مانده از دوران جمع‌آوری غذا (دوران پارینه‌سنگی) و نیز از طریق ابزارهای سنگی خاص هر دوره، آن را سه بخش تقسیم کرده‌اند که عبارتند از پارینه‌سنگی زیرین، پارینه‌سنگی میانی و پارینه سنگی جدید.
- دوران پارینه‌سنگی زیرین یا پارینه‌سنگی قدیم که از ابتدای استفاده از ادوات سنگی در حدود اواخر دوران پلیستوسن تا حدود یکصد هزار سال پیش را شامل می‌شود و با نوعی ادوات خشن و ساده سنگی به‌خصوص تبرهای دستی سنگی مشخص می‌گردد. پارینه‌سنگی قدیم کهن‌ترین بخش پارینه‌سنگی است. پارینه‌سنگی زیرین از حدود ۳٫۳ میلیون سال پیش با نخستین استفاده‌ها از ابزارهای سنگی خام (الدوایی) و نخستین تلاش‌ها برای شکار و گردآوری خوراک آغاز شده و تا ۳۰۰ هزار سال پیش ادامه یافته است. آثار باقی‌مانده از انسان‌های آن دوران عبارتند از فسیل قسمت‌هایی از استخوان بدن و دست‌افزارهایی که از سنگ ساخته شده‌اند. قدیمی‌ترین آثاری که از انسان باقی مانده است، متعلق به همین دوران است.
- دوران پارینه‌سنگی میانی: که از حدود یکصدهزار سال پیش آغاز و تا حدود چهل هزار سال پیش به طول انجامید و با انواع ادوات سنگی کوچکتر و ظریفتر و تنوع بیشتر مشخص گردیده است. باستان‌شناسان معتقدند که این دوران از حدود ۳۰۰ هزار سال پیش آغاز شده و تا حدود ۳۰ هزار سال پیش ادامه یافته است. مهم‌ترین ویژگی‌های آن دوران، پیشرفت و گوناگونی ابزارهای سنگی و همچنین نخستین کاربردهای نمادین دست‌ساخته‌های بشری است.
- دوران پارینه سنگی جدید یا زبرین: که تا حدود ده هزار سال پیش در خاور نزدیک ادامه داشته و با نوعی ابزارهای سنگی به صورت تیغه‌های چند-اندازه که غالباً بسیار ظریف و کوچک می‌باشند مشخص می‌گردد. در این دوره علاوه بر سنگ از استخوان و شاخ حیوانات یا عاج نیز ادوات متنوعی ساخته می‌شده است.

باستان‌شناسان معتقدند پارینه‌سنگی جدید از حدود ۴۰ هزار سال پیش آغاز و در حدود ۱۲ هزار سال پیش پایان یافته است. در این دوران انسان نئاندرتال از بین می‌رود و انسان خردمند که به انسان کرومانیون نیز مشهور است پدیدار می‌گردد. ابزارها شکل تکامل یافته‌تری پیدا می‌کنند و تخصصی‌تر می‌شود و سنت ابزارسازی تیغه‌ای یا خُرده‌سنگی آغاز می‌شود.
پس از پایان یافتن دوره پارینه‌سنگی، دوره میان‌سنگی شروع می‌شود که دوره فراپارینه‌سنگی نیز نامیده شده است. دوره فراپارینه‌سنگی از حدود ۱۲ هزار سال پیش آغاز و تا ۱۰ هزار سال پیش ادامه داشته است.
تقسیم‌بندی ارائه شده برای هر کدام از این دوره‌ها بر اساس پیشرفت‌هایی است که در نوع ساخت ابزارهای سنگی به وجود آمده است.

### ایران
تقسیم‌بندی پارینه‌سنگی به سه دوره قدیم، میانه و جدید با وجود نواقصی که دارد به هر حال برای پژوهش‌های علمی و از نظر مقایسه و روابط این فرهنگ‌ها در ایران و سایر نواحی خاور نزدیک و آسیای مرکزی و همچنین در سال‌های اخیر برای هندو پاکستان مورد استفاده قرار می‌گیرد. پژوهش‌های علمی مربوط به دوران پارینه‌سنگی در ایران مانند کشورهای ترکیه و عراق و پاکستان و افغانستان خیلی دیرتر از مناطق سوریه و فلسطین در خاور نزدیک انجام گردید.
در اواخر سده نوزدهم پروفسور ژاک دمرگان رئیس هیئت حفاری فرانسوی‌ها در ایران گزارش وجود ادوات سنگی را در لایه پلیستوسن در حوزه دریای خزر انتشار داد ولی اظهار داشت که بقیه ایران در این دوره به وسیله یخچال‌ها و دریاچه‌ها پوشیده بوده است. در دهه ۱۹۳۰ میلادی آثار سطحی مربوط به دوران پارینه‌سنگی در فارس در نزدیک شهر شیراز به وسیله هنری فیلد به‌دست آمد. اولین حفاری مربوط به دوران پارینه‌سنگی در سال ۱۹۴۹ میلادی به وسیله پروفسور کارلتون استانلی کوون انجام شد. او نخست در غار بیستون در کرمانشاه و سپس در غار تمتمه نزدیک دریاچه ارومیه کاوش نمود. در همان سال نیز در بازمانده‌های دوران میان‌سنگی در غار کمربند بهشهر مازندران و در سال ۱۹۵۱ در غار هوتو در نزدیکی غار کمربند حفاری نمود. از آن سال به بعد پژوهش‌های باستان‌شناسی پارینه‌سنگی ایران از سوی باستان‌شناسانی از کانادا، دانمارک، فرانسه، بریتانیا، ایتالیا و آمریکا و دیگران در ایران انجام شده است. مدارک یافت شده در امتداد رودخانه زاب در شهرستان پیرانشهر نشان می دهد که انسانهای پارینه سنگی قدیم حداقل از حدود ۳۰۰ تا ۴۰۰ هزار سال پیش در منطقه حضور داشته‌اند.
ایران.
- آثار دوران پارینه‌سنگی قدیم در ایران در مناطق زیر شناسایی شده‌اند که عبارتند از:

1. در شمال شرق ایران در چند نقطه در حاشیه بستر خشک رودخانه کشف‌رود در خراسان رضوی
2. در غرب البرز در غار دربند رشی[۸]
3. شمال غرب ایران در منطقه‌ای واقع در بین تبریز، مراغه و میانه در آذربایجان شرقی
4. جنوب دریاچه ارومیه در ۳۳ محوطه تاریخی شهرستان پیرانشهر[۹][۱۰]
5. جنوب شرق ایران در منطقه‌ای واقع در ناحیه لادیز بلوچستان
6. جنوب دریاچه ارومیه در مکانی بنام شیوه تو در نزدیکی مهاباد[۱۱]
7. در غرب ایران در مکانهای گاکیه در شرق کرمانشاه، هلیلان، مهران و دهلران در استان ایلام
8. در زاگرس مرکزی در تیمره گلپایگان
9. در اطراف رودخانه‌های کارین و کارگر در شمال شرق میناب در هرمزگان

- آثار دوره پارینه‌سنگی میانی در اغلب نقاط ایران کشف شده است. از مهم‌ترین غارهای این دوره که کاوش شده‌اند غارهای اطراف کرمانشاه و بیستون، غارهای هورامان کردستان، غارهای اطراف حرم آباد، غارهای ارسنجان و مرودشت فارس، غار کیارام در گلستان و غار قلعه کرد در قزوین نام برد

اکثر ابزارهای سنگی دوره میانی در ایران از نوع موستری هستند. خراشنده‌های جانبی و تیزه و استفاده از شیوه تراش لوالوا از شاخصه‌های موستری در ایران هستند.
بیشتر آثار دوره پارینه‌سنگی میانی در ایران، در منطقه زاگرس یافت شده‌اند. در این دوره آیین تدفین وجود داشته است. تنها بقایای سنگواره انسان‌های این دوره که نئاندرتال هستند در غار شکارچیان بیستون و غار وزمه در غرب ایران کشف شده‌اند.
- آثار دوره پارینه‌سنگی جدید و فراپارینه‌سنگی اغلب در زاگرس و البرز یافت شده است. از مهترین غارهای کاوش شده این دو دوره می‌توان به غار یافته و کلدر در لرستان، ورواسی، غارخر و ملاورد در کرمانشاه، غار کناچه در کردستان، غار بوف. اشکفت کوه قلتان ایج و اشکفت گاوی در فیروزآباد فارس، گرم‌رود، هوتو، کمربند، التپه و کمیشان در مازندران نام برد.